# You Make Me Sick
You Make Me Sick – trzeci i finałowy singel promujący debiutancki album amerykańskiej wokalistki Pink pt. Can’t Take Me Home.
Utwór nie powtórzył sukcesu poprzedniego singla, „Most Girls”. W zestawieniu amerykańskiego Billboardu zajął jedynie trzydziestą trzecią pozycję. Znalazł się za to na dziewiątej pozycji notowania UK Singles Chart oraz był przebojem australijskich stacji radiowych.

## Zawartość singla
1. „You Make Me Sick” (Radio Mix)
2. „You Make Me Sick” (El B Remix)
3. „You Make Me Sick” (Dub Conspiracy Remix)
4. „You Make Me Sick” (Album Version)
5. „You Make Me Sick” (Instrumental)